# Mario Nervi
Mario Nervi (Genova, 17 gennaio 1913 – Genova, 18 maggio 1992) è stato un calciatore italiano, di ruolo centrocampista.

## Caratteristiche tecniche
Giocò nel ruolo di centrocampista centrale.

## Carriera
Giocò in Serie A con la Sampierdarenese.

## Statistiche

### Presenze e reti nei club
| Stagione               | Squadra                | Campionato             | Campionato | Campionato | Coppe nazionali | Coppe nazionali | Coppe nazionali | Totale | Totale |
| Stagione               | Squadra                | Comp                   | Pres       | Reti       | Comp            | Pres            | Reti            | Pres   | Reti   |
| ---------------------- | ---------------------- | ---------------------- | ---------- | ---------- | --------------- | --------------- | --------------- | ------ | ------ |
| 1930-1931              | FBC Liguria            | B                      | 17         | 1          | -               | -               | -               | 17     | 1      |
| 1931-1932              | Sampierdarenese        | 1ª Div                 | 32         | 3          | -               | -               | -               | 32     | 3      |
| 1932-1933              | Sampierdarenese        | B                      | 23         | 0          | -               | -               | -               | 23     | 0      |
| 1933-1934              | Sampierdarenese        | B                      | 11         | 0          | -               | -               | -               | 11     | 0      |
| 1934-1935              | Sampierdarenese        | A                      | 0          | 0          | -               | -               | -               | 0      | 0      |
| 1935-1936              | Sampierdarenese        | A                      | 2          | 0          | -               | -               | -               | 2      | 0      |
| 1936-1937              | Sampierdarenese        | A                      | 1          | 0          | -               | -               | -               | 1      | 0      |
| Totale Sampierdarenese | Totale Sampierdarenese | Totale Sampierdarenese | 72         | 3          | -               | -               | -               | 72     | 3      |
| Totale Campionato      | Totale Campionato      |                        | 89         | 4          | -               | -               | -               | 89     | 4      |

## Palmarès

### Club

#### Competizioni nazionali
- Serie C: 2

Savona: 1938-1939
Manlio Cavagnaro: 1940-1941 (girone D)
- Serie B: 1

Sampierdarenese: 1933-1934